# BS BIRD
BS BIRD（ビーエスバード）は、かつて株式会社ミュージックバードが放送していたBSラジオ局。

## 概要
2000年12月1日に、株式会社ミュージックバードがBSデジタル音声放送（BSラジオ放送）に委託放送事業者として参入し、放送を開始。しかし、2005年4月に新たに開始した、CSデジタル音声放送の「SPACE DiVA」（スペースディーバ）に経営を集中するため、2004年11月30日に放送を終了し、3年9か月の幕を閉じた。

## チャンネル内訳

### BSデジタル放送
論理チャンネル枠は、ラジオ放送が「31x」データ放送が「61x」に割り当てられていた。また、ラジオ放送におけるリモコンキーIDは「2」であった。
以下は「31x」で放送されていたチャンネルである。
- Ch.316 - Blooming 316
- Ch.317 - WORLD TOUR STATION  317
- Ch.318 - B&M 318
- Ch.319 - OPERA MY SEAT